# Ewa Soból
Ewa Maria Soból (ur. 26 grudnia 1951) – polska działaczka opozycji w okresie PRL, równocześnie tajna współpracowniczka Służby Bezpieczeństwa.

## Życiorys
Córka Andrzeja i Władysławy. 
W latach 70. Ewa Soból mieszkała w Radomiu, gdzie pracowała jako robotnica. Po wydarzeniach czerwca 1976 nawiązała kontakt z Komitetem Obrony Robotników, poszukując pomocy prawnej dla bliskiej osoby oskarżonej o doprowadzenie do śmierci Jana Brożyny. Służba Bezpieczeństwa podjęła w maju 1977 działania wobec osób związanych z tą sprawą, a 30 maja 1977 zarejestrowała Ewę Soból jako tajnego współpracownika, pod pseudonimem „Cesarz”. Należała do niewielkiej grupy współpracowników Komitetu Samoobrony Społecznej „KOR” w Radomiu, jednocześnie infiltrując to środowisko. W jej mieszkaniu 4 listopada 1977 powstała tzw. Radomska Komórka Robotnika, która jednak nie rozwinęła szerszej działalności z uwagi na kontrolę SB (na czele grupy stał inny tajny współpracownik SB Leopold Gierek). W maju 1980 uczestniczyła w ogólnopolskim spotkaniu sygnatariusz Karty i członków Wolnych Związków Zawodowych. W lipcu 1979 została jednym z sygnatariuszy Karty Praw Robotniczych powstałej w środowisku KSS „KOR”.
Działacze KSS „KOR” nie mieli świadomości jej podwójnej roli, a Jacek Kuroń nazwał ją w swoich wspomnieniach „najwybitniejszym współpracownikiem KOR-u w Radomiu”.
W październiku 1980 w jej mieszkaniu powstał z inspiracji opozycji warszawskiej związanej z KSS „KOR” i NSZZ „Solidarność” Region Mazowsze punkt konsultacyjny tworzących się struktur związku, a 9 października 1980 doszło do spotkania, na którym powstał Międzyzakładowy Komitet Założycielski obejmujący komitety zakładowe „Solidarności” w województwie radomskim. W grudniu 1980 została członkiem Prezydium MKZ (istniejącego do czerwca 1981), a także członkiem Komisji Rehabilitacyjnej „Czerwiec 76” oraz członkiem kolegium redakcyjnego Biuletynu Informacyjnego NSZZ „Solidarność” Ziemia Radomska (tę ostatnią funkcję pełniła do połowy 1981). Była również etatowym pracownikiem związku. W czerwcu 1981 została członkiem radomskiego Komitetu Obrony Więzionych za Przekonania. Równocześnie składała SB szczegółowe raporty z działalności związku oraz KOWzP jako TW „Karol”. W październiku 1981 Służba Bezpieczeństwa planowała wykorzystanie jej do podtrucia Anny Walentynowicz przy użyciu furosemidu (operacja nie doszła do skutku).
Została internowana w dniach 13–19 grudnia 1981 i następnie od 18 maja 1982 do 7 lipca 1982. Przebywała w obozach dla internowanych w Kielcach-Piaskach oraz w Gołdapi. SB chciało ją w ten sposób uwiarygodnić, a także uzyskać informacje o uwięzionych w obozie.
W latach 80. współpracowała z podziemną Tymczasową Komisją Międzyzakładową NSZZ „Solidarność” w Radomiu. W 1986 została członkiem redakcji podziemnego pisma Wolny Robotnik. W 1989 w jej mieszkaniu utworzono lokal odradzających się struktur „Solidarności”. W 1990 została członkiem reaktywowanej Komisji Rehabilitacyjnej „Czerwiec 1976”.
Jako tajny współpracownik SB figurowała pod pseudonimami „Cesarz”, „Andrzej”, „Zbyszek”, „Karol” i „Motyl” do stycznia 1990.
Jej współpracę z SB ujawnił Instytut Pamięci Narodowej po 2000 roku w notach informacyjnych wydanych m.in. Annie Walentynowicz i Andrzejowi Sobierajowi. Ona sama tej współpracy zaprzeczała. Była natomiast świadkiem w procesie przeciwko funkcjonariuszom SB oskarżonym o operację przeciwko Annie Walentynowicz, jednak jej zeznania utajniono.